# Stille dage i Clichy
Stille dage i Clichy je dánská filmová komedie z roku 1970, kterou natočil Jens Jørgen Thorsen. Jedná se o adaptaci románu Henryho Millera Tiché dny v Clichy. Snímek měl světovou premiéru na filmovém festivalu v Cannes.

## Děj
Americký spisovatel Joey a jeho přítel Carl sdílejí na konci 60. let byt v Paříži. Životní umělci bez práce se zcela věnují erotickým dobrodružstvím. Pokud občas získají peníze, okamžitě je utratí za prostitutky. Do jejich bytu přichází surrealistka, nabízí k prodeji své služby a maluje texty na stěny koupelny.
Joey potká mladou Nys na Place de Clichy v Café Wepler. Nys požádá Joey o peníze, ten jí dá všechny, co má, ale brzy toho lituje, protože sám teď nemá na jídlo. Hladový neklidně bloudí městem a marně hledá příležitost něco sníst. Doma má problém usnout. Uprostřed noci ho probudí Carl, který ho seznámí s nezletilou imbecilní dívkou Colette, která se k nim nastěhuje. Když je rodiče jednoho dne vyzvednou, Carl a Joey mohou být rádi, že rodiče nezavolají policii pod podmínkou, že ji nesmí znovu vidět. Pro jistotu odjeli na chvíli do Lucemburska. Po návratu do Paříže pokračují v předchozím způsobu života.

## Obsazení
| Paul Valjean       | Joey                      |
| Wayne Rodda        | Carl                      |
| Louise White       | surrealistka              |
| Ulla Koppel        | Nys                       |
| Lisbet Lundquist   | Jeanne                    |
| Elsebeth Reingaard | Colette                   |
| Olaf Ussing        | Colettin zákonný zástupce |
| Noemie Roos        | Colettina matka           |
| Ben Webster        | sám sebe                  |
| Petronella         | Adrienne                  |
| Avi Sagild         | Mara                      |
| Susanne Krage      | Christine                 |
| Anne Kehler        | Corinne                   |